# 161 Athor
161 Athor eller 1961 PF är en asteroid upptäckt 19 april 1876 av den kanadensisk-amerikanske astronomen James Craig Watson i Ann Arbor. Asteroiden har fått sitt namn efter Hathor inom egyptisk mytologi.